# Sonic Boom (album)
A Sonic Boom a KISS 19. stúdióalbuma, amely 2009. október 6-án jelent meg.
Az albumot Hollywoodban, a Conway Recording Studiosban vették fel, a lemez producere Paul Stanley, társproducere Greg Collins. A zenekar már a megjelenés előtti hónapban promóciós koncertkörútra indult Észak-Amerikában, amelyet 2010-ben világkörüli turné követett.
A borítót Michael Doret tervezte, aki az 1976-os Rock And Roll Over borítóját is készítette.
Az album háromlemezes digipak formában jelent meg. Az első lemezen az új dalok, a másodikon újrafelvett klasszikus KISS-dalok szerepelnek, a harmadik lemez pedig egy hatszámos koncert DVD, melyet Buenos Airesben vettek fel április 5-én. Az első kislemezes dal, a "Modern Day Delilah" a zenekar weblapján vált elérhetővé.

## Fogadtatás
A Sonic Boom a második helyen nyitott a Billboard 200-as listáján, 108.000 eladott példánnyal az első héten.

## Számlista
|     | Cím                           | Szerző(k)                | Ének             | Hossz |
| --- | ----------------------------- | ------------------------ | ---------------- | ----- |
| 1.  | Modern Day Delilah            | Paul Stanley             | Stanley          | 3:36  |
| 2.  | Russian Roulette              | Gene Simmons, Stanley    | Simmons          | 4:32  |
| 3.  | Never Enough                  | Stanley, Tommy Thayer    | Stanley          | 3:26  |
| 4.  | Yes I Know (Nobody's Perfect) | Simmons                  | Simmons          | 3:01  |
| 5.  | Stand                         | Stanley, Simmons         | Stanley, Simmons | 4:47  |
| 6.  | Hot and Cold                  | Simmons                  | Simmons          | 3:34  |
| 7.  | All For the Glory             | Stanley, Simmons         | Eric Singer      | 3:50  |
| 8.  | Danger Us                     | Stanley                  | Stanley          | 4:21  |
| 9.  | I'm an Animal                 | Stanley, Simmons, Thayer | Simmons          | 3:45  |
| 10. | When Lightning Strikes        | Thayer, Stanley          | Thayer           | 3:42  |
| 11. | Say Yeah                      | Stanley                  | Stanley          | 4:23  |

### Második lemez
Korábban már megjelent Japánban Jigoku-Retsuden címmel.
|     | Cím                       | Szerző(k)                           | Ének                          | Hossz |
| --- | ------------------------- | ----------------------------------- | ----------------------------- | ----- |
| 1.  | Deuce                     | Gene Simmons                        | Gene Simmons                  | 3:08  |
| 2.  | Detroit Rock City         | Paul Stanley, Bob Ezrin             | Paul Stanley                  | 3:57  |
| 3.  | Shout it Out Loud         | Stanley, Simmons, Ezrin             | Stanley, Simmons              | 2:54  |
| 4.  | Hotter Than Hell          | Stanley                             | Stanley                       | 3:10  |
| 5.  | Calling Dr. Love          | Simmons                             | Simmons                       | 3:26  |
| 6.  | Love Gun                  | Stanley                             | Stanley                       | 3:14  |
| 7.  | I Was Made For Lovin' You | Stanley, Vini Poncia, Desmond Child | Stanley                       | 4:42  |
| 8.  | Heaven's on Fire          | Stanley, Child                      | Stanley                       | 3:24  |
| 9.  | Lick It Up                | Stanley, Vinnie Vincent             | Stanley                       | 3:56  |
| 10. | I Love It Loud            | Simmons, Vincent                    | Simmons                       | 4:09  |
| 11. | Forever                   | Stanley, Michael Bolton             | Stanley                       | 3:53  |
| 12. | Christine Sixteen         | Simmons                             | Simmons                       | 2:59  |
| 13. | Do You Love Me            | Stanley, Ezrin, Kim Fowley          | Stanley                       | 3:39  |
| 14. | Black Diamond             | Stanley                             | Eric Singer, intro by Stanley | 4:20  |
| 15. | Rock and Roll All Nite    | Stanley, Simmons                    | Simmons                       | 2:49  |

### DVD
1. "Deuce"
2. "Hotter Than Hell"
3. "C'mon And Love Me"
4. "Watchin' You"
5. "100,000 Years"
6. "Rock And Roll All Nite"

## Közreműködők
- Paul Stanley – ének, ritmusgitár
- Gene Simmons – basszusgitár, ének
- Eric Singer – dob, ének
- Tommy Thayer – szólógitár, ének

## Helyezések
| Lista                | Helyezés |
| -------------------- | -------- |
| Finnish Albums Chart | 7        |
| French Albums Chart  | 31       |
| Billboard 200        | 2        |

## Kislemez helyezések
| Év   | Kislemez             | Lista                                | Helyezés |
| ---- | -------------------- | ------------------------------------ | -------- |
| 2009 | "Modern Day Delilah" | Billboard Hot Mainstream Rock Tracks | 11       |

## Megjelenés
| Ország                    | Dátum             |
| ------------------------- | ----------------- |
| Olaszország               | 2009. október 2.  |
| Európa                    | 2009. október 5.  |
| Amerikai Egyesült Államok | 2009. október 6.  |
| Kanada                    | 2009. október 6.  |
| Ausztrália                | 2009. október 23. |
| Új-Zéland                 | nem ismert        |
| Japán                     | nem ismert        |
| Izrael                    | nem ismert        |